# We Are Ready

We Are Ready (Nous sommes prêts, en anglais) est une chanson qui a été écrite pour commémorer la fin des préparatifs des Jeux olympiques d'été de 2008 à Pékin, 1 an avant le début des jeux. Cette chanson est interprétée par de nombreuses personnalités du monde Chinois (Continent, Hong-Kong et Taïwan).

## Liste des interprètes

### Chine continentale
- 孫悅
- 張靚穎
- 胡彥斌
- 水木年華
- 黃曉明
- 李宇春
- 周筆暢
- 吉祥三寶
- 陳紅
- 譚維維
- 厲娜
- 花兒樂隊
- 馬天宇
- 成方圓
- 蔡國慶
- 杭天琪
- 馮小泉
- 曾格格
- 零點樂隊
- 龐龍
- 楊臣剛
- 王強
- 胡力
- 胡楊林
- 誓言

### Hong-Kong
- 譚詠麟
- 李克勤
- 古巨基
- 陳奕迅
- 容祖兒
- 梁詠琪

### Taïwan
- 蕭亞軒
- 游鴻明
- 黃大煒
- 張信哲
- 王力宏
- 任賢齊
- 孫燕姿
- 周傑倫
- 張韶涵
- 梁靜茹
- 許慧欣
- 阿　牛
- 五月天
- 183Club
- 七朵花
- S.H.E
- 5566
- TANK (en)
- 南拳媽媽
- 飛輪海
- 張棟梁
- 王心淩
- 楊丞琳
- 光　良
- 費玉清
- 潘瑋柏
- 林俊傑
- 吳克群
- 羅志祥
- 飛兒樂團
- 蔡依林